# Inverse du ratio de Mill
 (juin 2017).
En statistiques, l'inverse du ratio de Mill est le ratio de la densité de probabilité sur la fonction de répartition d'une variable aléatoire.
Cette statistique est nommée en référence à  John P. Mills.